# Cassaigne
 Cassaigne  (en occitano Cassanha) es una población y comuna francesa, ubicada en la región de Mediodía-Pirineos, departamento de Gers, en el distrito de Condom y cantón de Condom.

## Demografía
| 210 | 202 | 172 | 169 | 201 | 186 |
| Para los censos de 1962 a 1999 la población legal corresponde a la población sin duplicidades (Fuente: INSEE [Consultar]) |     |     |     |     |     |